# Стшижев (Островський повіт)
Стшижев (пол. Strzyżew) — село в Польщі, у гміні Серошевиці Островського повіту Великопольського воєводства.
Населення — 1025 осіб (2011).

## Демографія
Демографічна структура станом на 31 березня 2011 року:
|          | Загалом | Допрацездатний вік | Працездатний вік | Постпрацездатний вік |
| -------- | ------- | ------------------ | ---------------- | -------------------- |
| Чоловіки | 517     | 107                | 356              | 54                   |
| Жінки    | 508     | 117                | 282              | 109                  |
| Разом    | 1025    | 224                | 638              | 163                  |